# Sinéad Cusack
Pour les articles homonymes, voir Cusack.
Sinéad Cusack, née Jane Moira Cusack le 18 février 1948 à Dalkey, est une actrice irlandaise.
Elle est mariée avec l'acteur britannique Jeremy Irons.

## Biographie
Sinéad Cusack est la fille de Maureen et Cyril Cusack, et la sœur des actrices Sorcha Cusack, Niamh Cusack et la demi-sœur de Catherine Cusack. Son père est né en Afrique du Sud, d'un père irlandais et d'une mère anglaise, et avait travaillé avec Micheál Mac Liammóir au Gate Theatre, à Dublin.

## Carrière

### Théâtre
Sinéad Cusack a commencé sa carrière d'actrice à l'Abbey Theatre de Dublin. En 1975, elle s'installe à Londres et rejoint la Royal Shakespeare Company (RSC). Elle a joué dans la pièce Le Bel Air de Londres de Dion Boucicault à West End. En travaillant avec la RSC, elle a reçu le prix Clarence Derwent Award pour le rôle de Celia dans la pièce Comme il vous plaira, comme le meilleur second rôle en 1981. En conséquence, la même année, elle a eu sa première nomination aux Laurence Olivier Awards pour son rôle dans la pièce The Maid’s Tragedy de Francis Beaumont et John Fletcher. Deux ans plus tard, en interpretant Kate dans La Mégère apprivoisée au Barbican Centre de Londres, elle a reçu une deuxième nomination au Laurence Olivier Awards.
Elle a fait ses débuts à Broadway en 1984 en jouant dans le répertoire de la Royal Shakespeare Company. Elle joué le rôle de Roxane dans la traduction d'Anthony Burgess du Cyrano de Bergerac, d'Edmond Rostand et le rôle de Beatrice aux côtés de Derek Jacobi dans Beaucoup de bruit pour rien de William Shakespeare, réalisé par Terry Hands. La production de Cyrano de Bergerac a ensuite été filmée en 1985.

## Vie privée
Sinéad Cusack a épousé l'acteur britannique Jeremy Irons, en 1978, dont elle a eu deux fils, Samuel James (Sam), né le 16 septembre 1978, et Max Irons, né le 17 octobre 1985.
Elle fait partie des mécènes de Burma Campaign UK (en), une ONG basée à Londres, œuvrant pour la démocratie et la défense des droits de l'homme en Birmanie (République de l'Union du Myanmar).

## Filmographie
(janvier 2023).
- 1969 : Alfred le Grand, vainqueur des Vikings (Alfred the Great) : Edith
- 1969 : David Copperfield (série télévisée) : Emily
- 1970 : Hoffman : Miss Janet Smith
- 1970 : Tam Lin (The Ballad Of Tam Lin) : Rose
- 1970 : Amicalement vôtre (The Persuaders) (série télévisée), épisode Sept millions de Livres (Take Seven), de Sidney Hayers : Jenny Lindley
- 1971 : Revenge (téléfilm) : Rose
- 1972 : Scoop (série télévisée) : Katchen
- 1973 : Thriller (série télévisée) : Sally
- 1974 : The Playboy of the Western World (téléfilm) : Margaret Flaherty (Pegeen Mike)
- 1974 : Notorious Woman (feuilleton télévisé) : Marie Dorval
- 1977 : The Black Knight (téléfilm) : Ermine
- 1977 : Mon « Beau » légionnaire (The Last Remake of Beau Geste) de Marty Feldman : Isabel Geste
- 1980 : Twelfth Night (téléfilm) : Olivia
- 1985 : Dublin Murders
- 1985 : Cyrano de Bergerac (série télévisée) : Roxane
- 1988 : Rocket Gibraltar : Amanda « Billi » Rockwell
- 1989 : Venus Peter : Miss Balsilbie
- 1989 : The Hen House (téléfilm) : Lily
- 1990 : God on the Rocks (téléfilm) : Ellie Marsh
- 1992 : Waterland : Mary Crick
- 1992 : Tales from Hollywood (téléfilm) : Nelly Mann
- 1993 : Bad Behaviour : Ellie McAllister
- 1993 : Cement Garden : Mother
- 1993 : Mémoire d'un sourire (Storia di una capinera) : Matilde
- 1994 : Qui a tué le chevalier ? (Uncovered) : Menchu
- 1995 : Oliver's Travels (feuilleton télévisé) : WPC Diane Priest
- 1996 : Beauté volée (Stealing Beauty) : Diana
- 1997 : Have Your Cake and Eat It (feuilleton télévisé) : Charlotte Dawson
- 1997 : Mirad (téléfilm) : Fazila
- 1997 : Food for Ravens (téléfilm)
- 1998 : Le Neveu (The Nephew) : Brenda O'Boyce
- 2000 : D'un rêve à l'autre (Passion of Mind) d'Alain Berliner : Jessie
- 2000 : My Mother Frank : Frances (Frank) Kennedy
- 2001 : Dream : Kathleen
- 2003 : Rose & Cassandra (I Capture the Castle) : Mrs. Cotton
- 2003 : Winter Solstice (téléfilm) : Elfrida Phibbs
- 2004 : North and South (téléfilm) : Hannah Thornton
- 2004 : Mathilde de Nina Mimica
- 2005 : Dad (série télévisée) : Sandy James
- 2005 : The Strange Case of Sherlock Holmes & Arthur Conan Doyle (téléfilm) : Mary Doyle
- 2005 : V pour Vendetta (V for Vendetta) : Delia Surridge
- 2005 : Summer Solstice (téléfilm) : Elfrida
- 2007 : Les Promesses de l'ombre, de David Cronenberg
- 2009 : Cracks, de Jordan Scott
- 2010 : The Deep(téléfilm) : Meg Sinclair
- 2011 : Camelot (série télévisée) : Sybille (8 épisodes)
- 2012 : La Colère des Titans, de Jonathan Liebesman : Cléa
- 2013 : The Sea de Stephen Brown : Anna Morden
- 2013 : Hercule Poirot (série télévisée) : Amy Folliat
- 2014 : Queen and Country de John Boorman : Grace Rohan
- 2014 : Hysteria (Stonehearst Asylum) de Brad Anderson : Mrs. Pike
- 2016 : Marcella : Sylvie Gibson (8 épisodes)
- 2016 : Call the Midwife (série télévisée) : Dr Myra Fitzsimmonds (Saison 6, épisode de Noël)
- 2019 : MotherFatherSon (série télévisée) : Maggie Barns

## Distinctions
- Irish Film and Television Awards 2014 : meilleure actrice dans un second rôle pour The Sea